# Samorządność (czasopismo)
Samorządność – tygodnik społeczno-polityczny wydawany w 1981 roku

## Historia
Kolebkę periodyku stanowiła redagowana przez Lecha Bądkowskiego rubryka w „Dzienniku Bałtyckim“ ukazująca się od 24 września 1980 roku. 
Pierwszy numer „Samorządności“ składał się z dwóch artykułów oraz wiersza Pawła Zbierskiego pt. Wokół osi. Od numeru 11 dokument miał status samodzielnego dodatku. Był drukowany trzy razy w tygodniu: w poniedziałek, środa i piątek. 17 sierpnia 1981 roku Lech Bądkowski otrzymał pełnomocnictwo Lecha Wałęsy do utworzenia samodzielnego periodyku, redagowanego przez Zarząd Regionu Gdańskiego NSZZ „Solidarność”. Zastępcami redaktora naczelnego nowej gazety zostali Janusz Daszczyński i Izabella Trojanowska. 
Pierwszy numer tygodnika wydany został 30 listopada 1981 roku, dwa kolejne 7 grudnia i 14 grudnia. Trzeci numer nie był już kolportowany ze względu na wprowadzenie w Polsce stanu wojennego, nastąpiło wtedy także zawieszenie działalności redakcyjnej. Przygotowano do druku czwarty numer „Samorządności“, lecz nie było możliwości opublikowania go w oficjalnym obiegu.

## Redaktorzy
- Lech Bądkowski
- Janusz Daszczyński
- Izabella Trojanowska
- Andrzej Drzycimski[1]
- Maria Mrozińska[9]
- Wojciech Duda[10]
- Grzegorz Fortuna[11]
- Donald Tusk[12]
- Janusz Wikowski[13]
- Mariusz Wilk[14]

## Digitalizacja
Wszystkie trzy numery Samorządności zostały poddane digitalizacji. Elektroniczne dokumenty dostępne są w Bałtyckiej Bibliotece Cyfrowej.